# Octyloctanoat
Octyloctanoat ist ein Carbonsäureester, der sich aus Caprylsäure und 1-Octanol zusammensetzt.

## Vorkommen
Octyloctanoat kommt in größeren Mengen in den ätherischen Ölen verschiedener Arten der Gattung Heracleum vor. In Heracleum platytaenium macht es gut 1 % aus, in Heracleum stevenii 10–19 %. Im Apulischen Zirmet (Tordylium apulum) macht es etwa 8,8 % aus. In Zosima absinthifolia macht es ebenfalls etwa 9 % aus.
Es kommt auch als Pheromon mehrerer Insektenarten vor. So im Tribus der Stachellosen Bienen bei Trigona spinipes (Gattung Trigona). Das Pheromon dieser Art besteht fast ausschließlich aus der Verbindung und wird zur Markierung von Nahrungsquellen genutzt. Bei einer anderen Art der gleichen Gattung, Trigona silvestriana, ist es Bestandteil des Alarmpheromons. Bei Geotrigona mombuca dient es ebenfalls zur Markierung von Nahrungsquellen ist allerdings nur eine von mehreren Komponenten des Pheromons. Auch bei Ameisen der Gattung Myrmecocystus (s. Honigtopfameisen) kommt es vor.

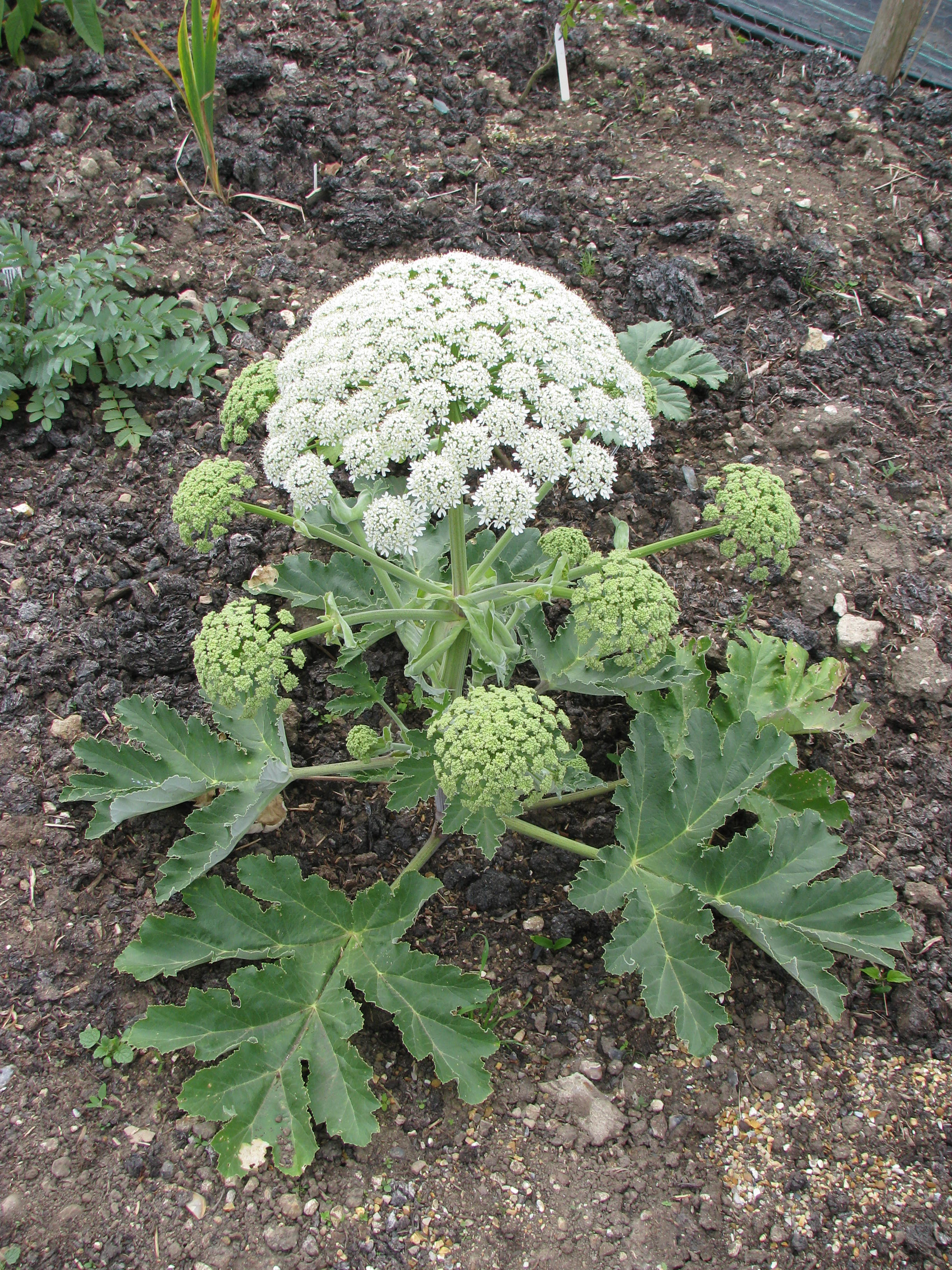
Heracleum stevenii
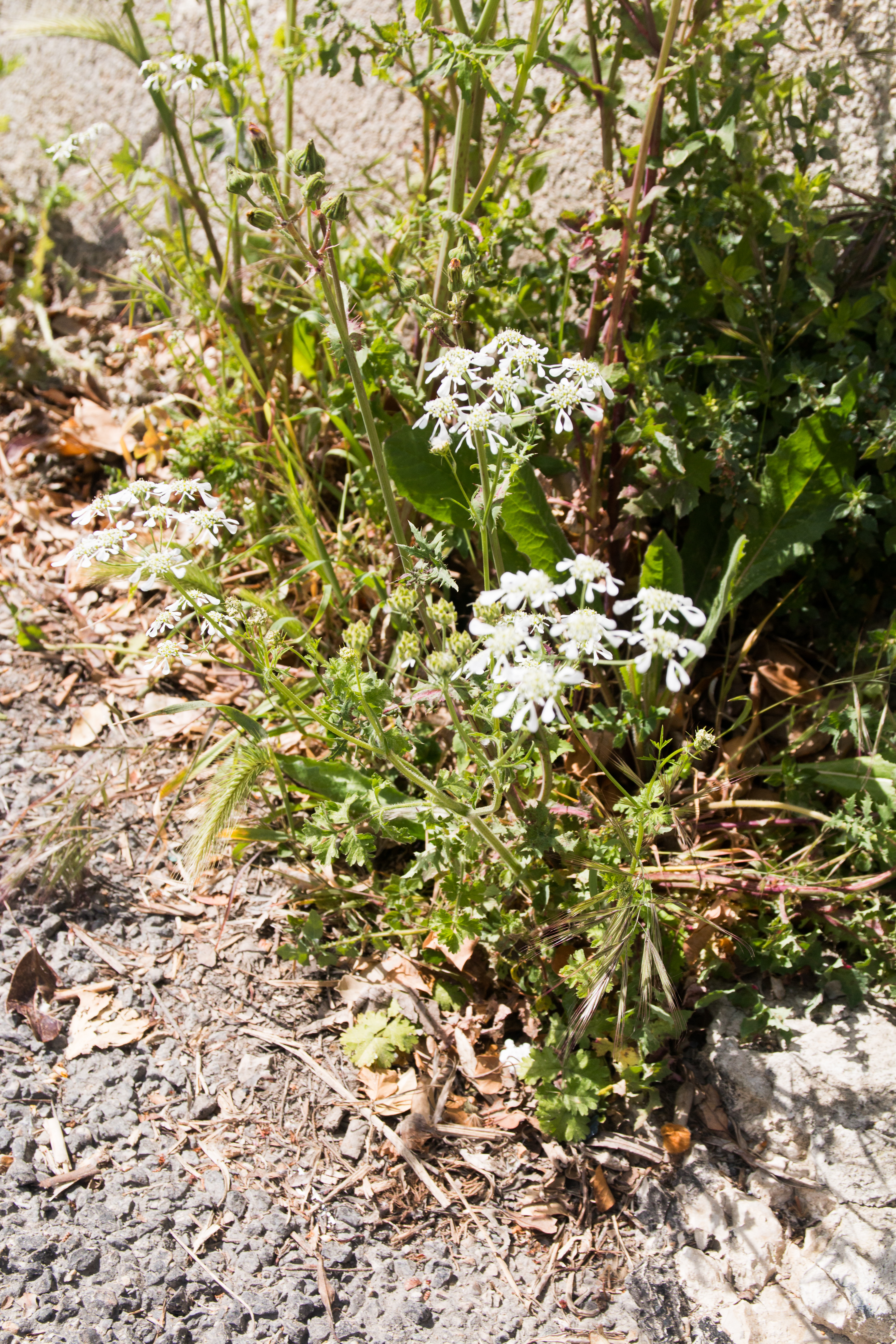
Apulischer Zirmet
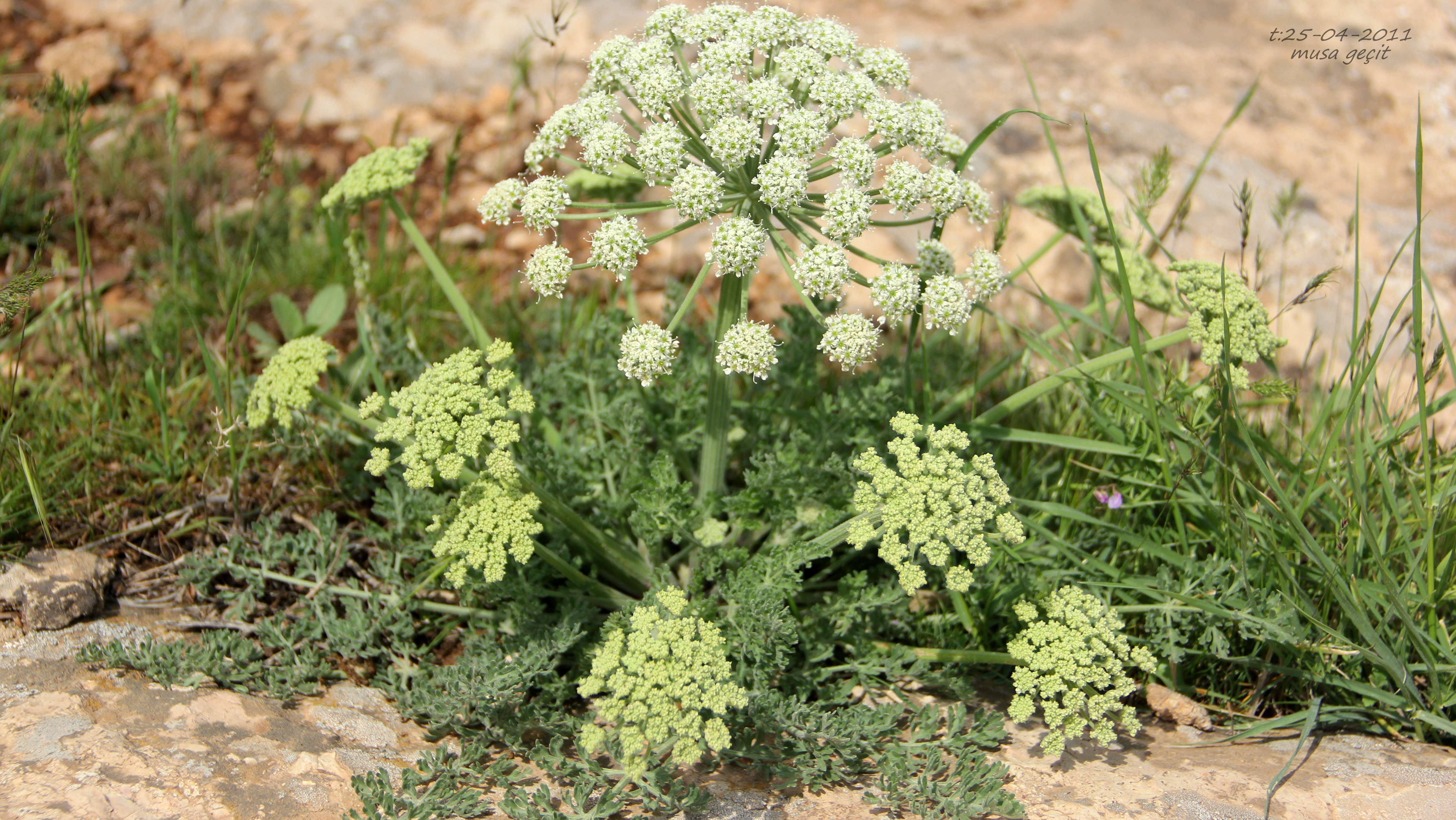
Zosima absinthifolia
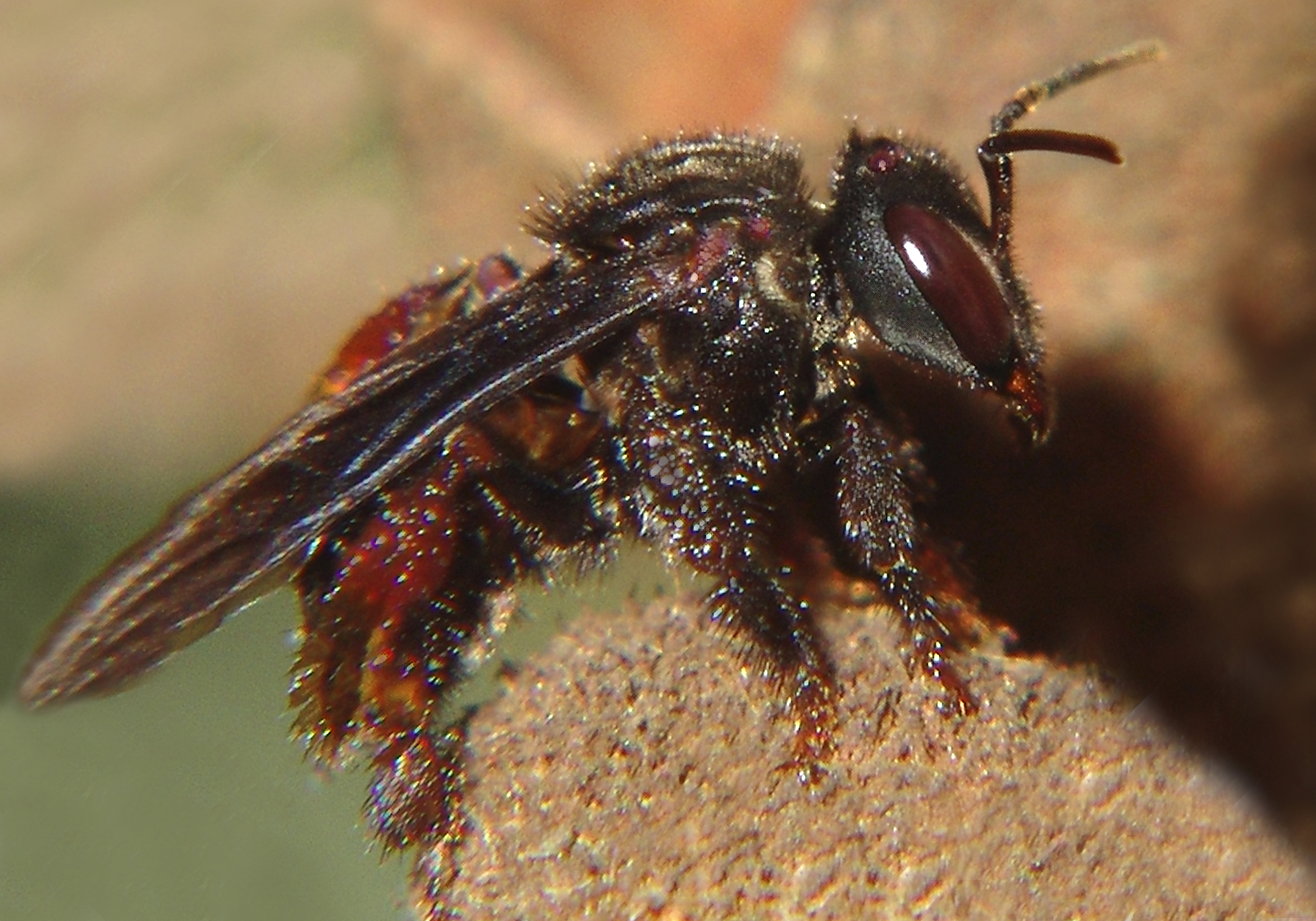
Trigona spinipes

## Herstellung
Octyloctanoat kann mit einem Gold/Cer(IV)-oxid-Katalysator direkt aus 1-Octanol hergestellt werden. Es kann auch durch Oxidation von Di-n-octylether mit Natriumbromat/Natriumhydrogensulfit gewonnen werden. Es fällt als eines von mehreren Produkten bei der Zersetzung von n-Octylnitrit an.

## Verwendung
In der EU ist Octyloctanoat unter der FL-Nummer 09.114 als Aromastoff für Lebensmittel allgemein zugelassen.